# Johan Oomen
Johan Oomen (* 6. Juni 1965; † Januar 2022) war ein niederländischer Snookerschiedsrichter, der von 2000 bis 2007 als professioneller Snookerschiedsrichter auf der Snooker Main Tour tätig war.

## Leben
Geboren im Sommer 1965, kam Oomen ursprünglich aus der Gemeinde Sliedrecht in Zuid-Holland. Hauptberuflich arbeitete er als Kranführer. Anfang der 1980er begann er, selbst aktiv Snooker zu spielen, entwickelte aber schnell ein Interesse für das Regelwerk und betätigte sich daher alsbald auch als Schiedsrichter. Im Jahr 2000 wurde er professioneller Schiedsrichter, wofür er seine Anstellung in Holland aufgab. Allerdings erhielt er vom professionellen Snooker-Weltverband eine Festanstellung. Zunächst erhielt er unter Leitung von Colin Brinded, Lawrie Annandale und John Newton eine Fortbildung, ab 2001 leitete er Spiele auf der professionellen Snooker Main Tour. Sein Debütspiel war die Achtelfinalpartie zwischen Stephen Lee und Graeme Dott beim LG Cup 2001. Um sich die Anreise zu sparen, zog Oomen von Holland ins englische Blackpool, da damals fast alle Profiturniere in England ausgetragen wurden. Bereits 2002 debütierte er als Schiedsrichter in der Hauptrunde der Snookerweltmeisterschaft im Crucible Theatre.
2003 gab es Berichte, nach denen der Weltverband Michaela Tabb und Oomen als „redundant“ ansehe und daher nicht weiter beschäftigen wolle, am Ende setzten aber sowohl Tabb als auch Oomen ihre Karrieren fort. In den nächsten Jahren leitete Oomen zahlreiche Profispiele und hatte mehrere weitere Auftritte in der WM-Hauptrunde. Beim Grand Prix 2005 leitete er zwischen Ronnie O’Sullivan und John Higgins sein erstes Profiturnier-Endspiel. 2006 wurde er unter anderem im Halbfinale der Snookerweltmeisterschaft zwischen Peter Ebdon und Marco Fu eingesetzt. Durch ein weiteres Endspiel führte Oomen bei den China Open 2007. Zu Beginn der Saison 2007/08 leitete er noch das Endspiel des Shanghai Masters, doch nur einen Monat später gab er sein Karriereende bekannt. Zu diesem Zeitpunkt galt Oomen als einer der führenden Unparteiischen seiner Sportart. Oomen starb im Alter von 56 Jahren Anfang 2022. Der Weltverband veröffentlichte am 15. Januar einen Nachruf.